# Monte partido
Monte egy partido Argentína középpontjától keletre, Buenos Aires tartományban. Székhelye Monte.

## Népesség
A partido népessége a közelmúltban a következőképpen változott:
| Év   | Lakosság |
| ---- | -------- |
| 2001 | 17 024   |
| 2010 | 21 034   |